# Varchaq
Varchaq (persiska: وَرچَق, وَرچَ, ورچق) är en ort i Iran.   Den ligger i provinsen Hamadan, i den nordvästra delen av landet, 270 km sydväst om huvudstaden Teheran. Varchaq ligger 1 908 meter över havet och antalet invånare är 565.
Terrängen runt Varchaq är lite kuperad. Runt Varchaq är det ganska tätbefolkat, med 104 invånare per kvadratkilometer. Närmaste större samhälle är Malāyer, 10,7 km sydväst om Varchaq. Trakten runt Varchaq består i huvudsak av gräsmarker.